# Joachim Schneider (Schauspieler)
Joachim Schneider (* 12. August 1912 in Lissa, Deutsches Reich; † nach 1980) war ein deutscher Schauspieler bei Bühne, Film und Fernsehen.

## Leben und Wirken
Schneider hatte Germanistik studiert und sich bei Artur Kutscher in Theaterwissenschaft fortgebildet. Schließlich erfolgte in Berlin noch eine Schauspielausbildung. Nach 1945 führte Schneider in Herford eine eigene Bühne und spielte an Städten wie Baden-Baden, Düsseldorf, Mannheim, München, Bielefeld und Darmstadt. Seit 1960 kam als weiteres berufliches Standbein das Fernsehen hinzu. Dort spielte der bullige Künstler eine Fülle von kleinen Rollen: Lagerarbeiter, Pförtner und Gerichtsdiener, Möbelpacker, Polizisten, aber auch einen Grafen. Nach 20 Jahren endete seine Tätigkeit vor der Kamera. Joachim Schneider hatte einen Sohn.

## Filmografie
- 1960: Stahlnetz: E ... 605
- 1961: Wir sind noch einmal davongekommen
- 1963: Der Maulkorb
- 1964: Der Feigling und die Tänzerin
- 1966: Der Fall Jeanne d’Arc
- 1966: Das ganz große Ding
- 1966: Die fünfte Kolonne (TV-Serie, Folge Mord auf Befehl)
- 1966: Sonntage des Lebens (La dimanche de la vie)
- 1967: Lichtschacht
- 1967: Liebe für Liebe
- 1967: Der Blinde
- 1967: Zur Sache, Schätzchen
- 1968: Carl Schurz
- 1968: Die Geschichte von Vasco
- 1968: Madame Bovary
- 1968: Spielst du mit schrägen Vögeln
- 1972: Einfach davonsegeln!
- 1974: Unter Ausschluß der Öffentlichkeit (TV-Serie, eine Folge)
- 1980: Der ganz normale Wahnsinn